# Ken Kramer
Kenneth Bentley (Ken) Kramer (ur. 19 lutego 1942 w Chicago, Illinois) – amerykański polityk, członek Partii Republikańskiej.
W latach 1979–1987 przez cztery dwuletnie kadencje Kongresu Stanów Zjednoczonych był przedstawicielem piątego okręgu wyborczego w stanie Kolorado w Izbie Reprezentantów Stanów Zjednoczonych.